# بخش مرکزی شهرستان تنگستان
بخش مرکزی شهرستان تنگستان یکی از بخش‌های شهرستان تنگستان در استان بوشهر در جنوب کشور ایران است.

## تقسیمات کشوری
- بخش مرکزی شهرستان تنگستان
  - دهستان اهرم
  - دهستان باغک

شهر: اهرم ، آباد

## جمعیت
بنابر سرشماری مرکز آمار ایران، جمعیت بخش مرکزی شهرستان تنگستان در سال ۱۳۸۵ برابر با ۱۲۳۳۹ نفر بوده‌است.